# Телефон (фильм)
«Телефон» — американский шпионский фильм на основе одноимённого романа Уолтера Уэйджера.
Чарльз Бронсон играет агента КГБ, посланного помешать сумасшедшему перебежчику «запустить в дело» загипнотизированных саботажников на территории США.
Сценарий написан Стерлингом Силлифентом и Питером Хайамсом, который был первым режиссёром этого фильма. В качестве Москвы в фильме представлен город Хельсинки (Успенский собор и прилегающие к нему дома).

## В ролях
- Чарльз Бронсон — майор Григорий Борзов
- Ли Ремик — Барбара
- Дональд Плезенс — Николай Далчинский
- Тайн Дейли — Дороти Паттерман
- Алан Бадел — полковник Малченко
- Патрик Маги — генерал Стрельский
- Шери Норт — Мэри Вилис
- Оке Линдман — лейтенант Александров